# Chun Doo-hwan
Chun Doo-hwan (født 18. januar 1931 i Hapcheon i Japansk Korea, død 23. november 2021) var en sydkoreansk militærperson og politiker. Han var landets leder mellem 1979 og 1988 og præsident fra 1980.
Han tilhørte en gruppe militærpersoner, som greb magten i Sydkorea efter mordet på landets autoritære leder Park Chung-hee 1979. Efter en intern magtstrid blev Chun snart enehersker. I 1980 tiltrådte han embedet som præsident, opløste nationalforsamlingen og indførte krigslove. Opløb i Kwangju blev slået ned med stor brutalitet, da næsten 1.200 studenter blev dræbt eller forsvandt efter, at militærpolitiet havde stormet byen. Blandt de oppositionelle politikere, som dømtes til døden, var den senere præsident og Nobelprismodtageren Kim Dae-jung, som imidlertid benådedes efter amerikansk indgriben. Som præsident fortsatte Chun på den indledte vej og beskyttede en markedsøkonomisk linje og gode relationer til Japan samtidig med, at han som militær diktator udøvede et stærkt centraliseret styre men så også Sydkoreas økonomi vokse efter omfattende liberaliseringer. Efter gentagne protester mod hans autoritære regime og trussel om, at de Olympiske Lege, som Sydkorea skulle være vært for, ville blive indstillet, trådte han frivilligt tilbage fra præsidentposten i 1988 og efterfulgtes af sin støtte, Roh Tae-woo. Han dømtes i 1996 til døden for at have beordret henrettelser af oppositionelle, men benådedes ved Kim Dae-jungs indgriben.